# ITAM
I motivi ITAM (acronimo inglese di Immunoreceptor Tyrosine-based Activation Motif) contengono due volte una sequenza formata da una tirosina separata da una leucina o isoleucina da 2 amminoacidi (Tyr-X-X-Leu) e queste due sequenze sono solitamente separate da 6-8 altri amminoacidi. I motivi ITAM sono importanti per la trasduzione del segnale nelle cellule del sistema immunitario. Per questo motivo si trovano spesso all'estremità di molecole importanti per la comunicazione cellulare come per esempio la CD3 o la catena ζ dei T-cell receptor, le catene alfa e beta della CD79 dei B-cell receptor e alcuni recettori Fc. Il residuo di tirosina viene fosforilato a seguito dell'interazione fra il ligando e le molecole del recettore e forma siti di legame per altre proteine coinvolte nelle vie di segnalazione della cellula. Gli antagonisti si chiamano profili ITIM.